# Konföderation Äthiopischer Gewerkschaften
Die Konföderation Äthiopischer Gewerkschaften ist eine Allianz von acht Gewerkschaften in Äthiopien.
Der Präsident der Konföderation Äthiopiens ist Amare Alemayehu, das Sitz befindet sich in der äthiopischen Hauptstadt Addis Abeba. Im Dezember 2007 hatte diese Gruppe insgesamt 203.560 Mitglieder. Die Konföderation Äthiopischer Gewerkschaften ist verbunden mit dem Weltgewerkschaftsbund und wird als von der Regierung kontrolliert betrachtet.
Die Konföderation Äthiopischer Gewerkschaften wurde im Januar 1977 unter dem Derg-Regime von Mengistu Haile Mariam als die Gesamtäthiopische Gewerkschaft gegründet. Die Gesamtäthiopische Gewerkschaft änderte ihren Namen 1986 zur Äthiopischen Gewerkschaft um, ab 1993 hieß sie dann endgültig Konföderation Äthiopischer Gewerkschaften.
Die Konföderation hielt ihre letzte reguläre Versammlung, die insgesamt 23., am 10. März 2009 ab. Dabei feierte sie die Lösung der Streitigkeiten innerhalb der Arbeiterbewegung.